# Park stanowy Escalante Petrified Forest

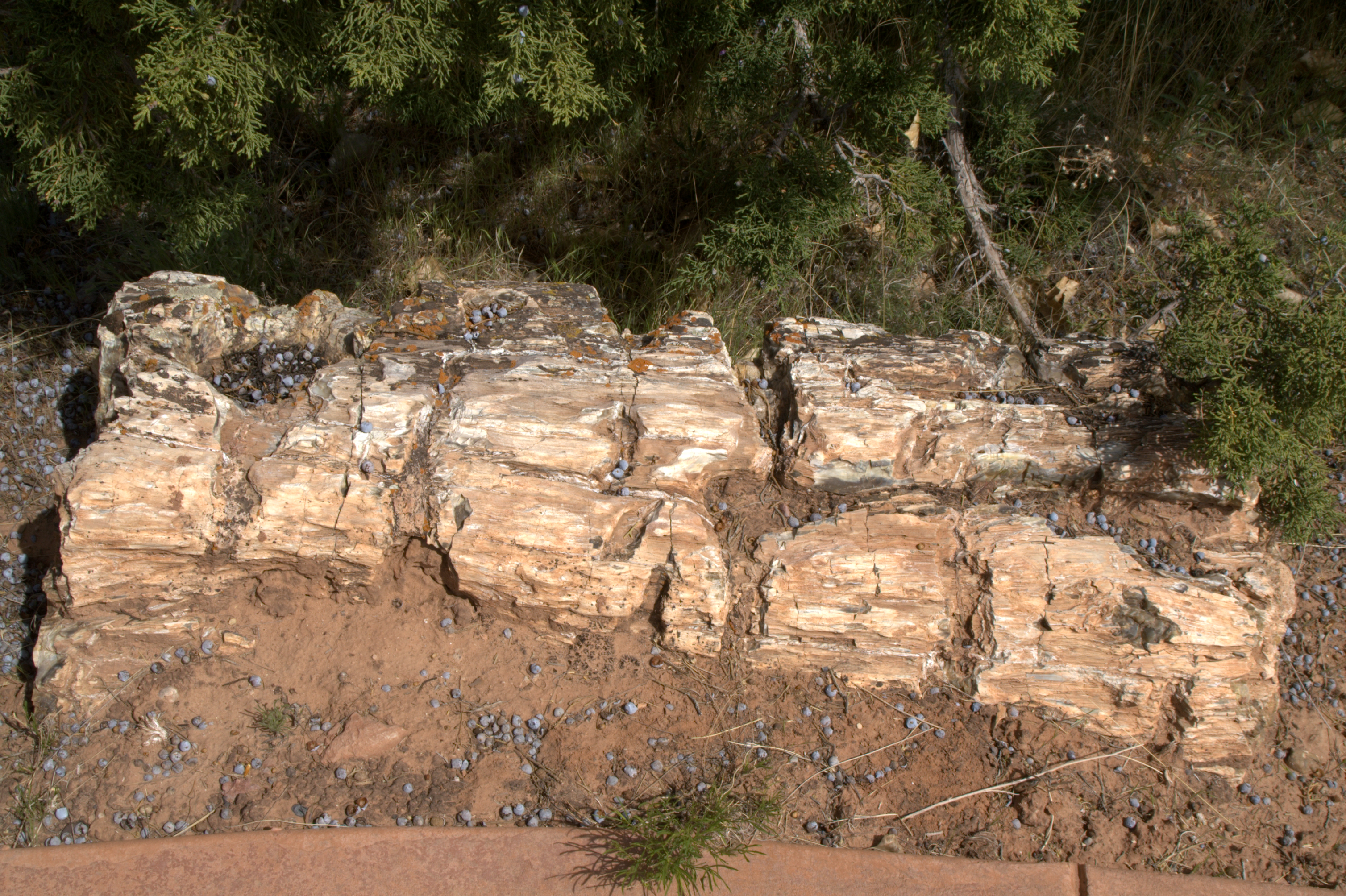
Skrzemieniałe drewno w parku stanowym Escalante Petrified Forest

Park stanowy Escalante Petrified Forest (ang. Escalante Petrified Forest State Park) – park stanowy w środkowej części amerykańskiego stanu Utah. Park leży na wysokości 1798 m n.p.m., około 30 km na północ od Grand Staircase-Escalante National Monument
Główną atrakcją parku są licznie występujące tu w naturze kawałki skrzemieniałego drewna, podobne do tych znajdujących się w Parku Narodowym Skamieniały Las w Arizonie. W parku znajduje się również muzeum, w którym poza skrzemieniałymi kawałkami drewna znajdują się również skamieniałe kości dinozaurów oraz artefakty pozostawione przez Indian z antycznego plemienia Fremont. Atrakcją parku jest także sztucznie utworzone jezioro, na którym można uprawiać sporty wodne.